# Chironomus arcuatus
Chironomus arcuatus är en tvåvingeart som beskrevs av Jean-Jacques Kieffer 1917. Chironomus arcuatus ingår i släktet Chironomus och familjen fjädermyggor. Inga underarter finns listade i Catalogue of Life.